# Ponte da Amizade Tajiquistão-Afeganistão
A Ponte da Amizade Tajiquistão-Afeganistão é uma ponte na fronteira Afeganistão-Tajiquistão. Liga os dois países na região de Darvaz, cruzando o rio Panj (a jusante conhecido como Amu Daria), na localidade de Khorugh.
Foi inaugurada em 6 de julho de 2004, pelo presidente do Tajiquistão Emomali Rahmonov, pelo vice-presidente do Afeganistão Nematullah Shahrani e pelo Imã Aga Khan. Foi financiada pelos governos dos Estados Unidos e da Noruega.